# Rüper
Rüper ist eine Ortschaft der Gemeinde Wendeburg im Landkreis Peine in Niedersachsen.

## Lage
Rüper liegt etwa 3 km nordwestlich des Kernorts von Wendeburg und 8 km nordöstlich von Peine (jeweils Luftlinie) auf einer mittleren Höhe von 70 m ü. NHN südlich und westlich des 89,5 m hohen Rüper Berges.
Die Jerusalemkirche, 1906/1907 am Westrand des Rüper Berges erbaut, ist mit ihrem Turm weit ins Land sichtbar.

## Geschichte
Die erste urkundliche Erwähnung erfolgte am 9. Juni 1250. Seit der 750-Jahr-Feier, im Jahr 2000, findet am 9. Juni das sogenannte „Steinfest“ statt.
Am 1. März 1974 wurde Rüper in die Gemeinde Wendeburg eingegliedert.

## Wappen
Wölfe tauchen in den Ortswappen des Landkreises Peine häufiger auf als anderswo – nicht, weil es hier noch welche gäbe, sondern weil ein Wolf das Wappentier der einst mächtigen Grafen von Peine war. So wächst ein blau bewehrter, goldener Wolf im roten oberen Feld des geteilten Wappens von Rüper; unten erhebt sich im goldenen Feld eine rote Kirche auf einem grünen Hügel, der von einem silbernen Wellenband durchzogen wird. Die Kirche ist die 1907 erbaute Jerusalemkirche, schon 1250 ist ein Gotteshaus (an einem anderen Standort) bezeugt. Die Schildfarben Gold-Rot erinnern an die jahrhundertelange territoriale Zugehörigkeit zum Hochstift Hildesheim. Das Wellenband stellt den Grenzgraben zwischen den alten Gauen Astvala und Flutwidde dar; Schneegraben und Erse waren später auf weiten Strecken die Grenze zwischen den Landkreisen Peine und Braunschweig. Der Gemeinderat nahm das Wappen am 15. September 1961 an, und der hildesheimische Regierungspräsident genehmigte es am 5. Dezember desselben Jahres. Entwurf: Alfred Brecht.

## Vereinsleben
Es gibt die Freiwillige Feuerwehr und weitere ehrenamtlich tätige Organisationen, Vereine und Gruppen.